# Effectif actuel des Canucks d'Abbotsford
 (signalé en août 2025).
Si vous disposez d'ouvrages ou d'articles de référence ou si vous connaissez des sites web de qualité traitant du thème abordé ici, merci de compléter l'article en donnant les références utiles à sa vérifiabilité et en les liant à la section « Notes et références ».
- Archive Wikiwix
- Bing
- Cairn
- DuckDuckGo
- E. Universalis
- Gallica
- Google
- G. Books
- G. News
- G. Scholar
- Persée
- Qwant
- (zh) Baidu
- (ru) Yandex
- (wd) trouver des œuvres sur Wikidata

 (mai 2024).
| No    | Nom                 | Nat. | Position       | Arrivée |
| ----- | ------------------- | ---- | -------------- | ------- |
| +031, | Arturs Silovs       |      | Gardien de but |         |
| +060, | Collin Delia        |      | Gardien de but |         |
| +002, | Dylan MacPherson    |      | Défenseur      |         |
| +004, | Jett Woo            |      | Défenseur      |         |
| +025, | Brady Keeper        |      | Défenseur      |         |
| +026, | Wyatt Kalynuk       |      | Défenseur      |         |
| +028, | Quinn Schmiemann    |      | Défenseur      |         |
| +041, | Alex Kannok Leipert |      | Défenseur      |         |
| +047, | Noah Juulsen – A    |      | Défenseur      |         |
| +086, | Christian Wolanin   |      | Défenseur      |         |
| +007, | Will Lockwood       |      | Ailier droit   |         |
| +009, | Arshdeep Bains      |      | Ailier gauche  |         |
| +014, | John Stevens – A    |      | Centre         |         |
| +015, | Sheldon Dries       |      | Attaquant      |         |
| +017, | Marc Gatcomb        |      | Ailier droit   |         |
| +018, | Vincent Arseneau    |      | Ailier gauche  |         |
| +021, | Chase Wouters – C   |      | Centre         |         |
| +024, | Carson Focht        |      | Centre         |         |
| +029, | Lane Pederson       |      | Centre         |         |
| +034, | Phil Di Giuseppe    |      | Ailier gauche  |         |
| +042, | Kyle Rau            |      | Ailier gauche  |         |
| +044, | Matt Alfaro         |      | Centre         |         |
| +046, | Danila Klimovich    |      | Ailier droit   |         |
| +062, | Karel Plasek        |      | Ailier gauche  |         |
| +071, | Yushiroh Hirano     |      | Ailier droit   |         |
| +072, | Michael Regush      |      | Centre         |         |
| +073, | Justin Dowling      |      | Centre         |         |
| +084, | Tristen Nielsen     |      | Centre         |         |
| +094, | Linus Karlsson      |      | Centre         |         |